# ستيف سميث (لاعب اتحاد الرغبي نيوزيلندي)
ستيف سميث (بالإنجليزية: Steve Smith)‏ هو لاعب اتحاد الرغبي نيوزيلندي، ولد في 25 مارس 1973.

## وصلات خارجية
- ستيفن سميث عل موقع إسبنسكروم (الإنجليزية)